# Дюбвад, Петер
Пе́тер Дю́бвад (нем. Peter Dybwad, 17 февраля 1859, Христиания — 13 октября 1921, Лейпциг) — немецкий архитектор норвежского происхождения, проектировавший государственные и частные здания, главным образом, в Лейпциге.

## Жизненный путь
Петер родился в 1859 году и провёл своё детство в норвежской столице — Христиании, где его отец был успешным владельцем книжного магазина. Юношей в 1878 году Дюбвад отправился в Берлин, чтобы учиться в Берлинской академии архитектуры и Берлинской высшей технической школе.  После вузовского обучения, ради приобретения практического опыта, Дюбвад участвовал как волонтёр в возведении здания Военной академии Берлина, которое строилось по архитектурному проекту Франца Швехтена.
В 1884—1885 гг. Петер Дюбвад и его студенческий друг Людвиг Хофман ездили в Италию, вместе участвовали и победили в архитектурном конкурсе на лучший проект здания Верховного суда в Лейпциге, получив первую премию. В 1888 году Дюбвад и Хофман совместно разработали дизайн книгохранилища библиотеки Лейпцига.
Друзей-архитекторов дополнительно сблизила женитьба на сестрах-близнецах, дочерях берлинского банкира, мецената и реформатора Валентина Вайсбаха. В 1898 году женой Петера Дюбвада стала Сюзанна Вайсбах (полное имя нем. Susanne Elisabeth Freda Dybwad (Weisbach)), а её сестра Мария Вайсбах (полное имя нем. Marie Minna Eugenie Hoffmann (Weisbach)) тремя годами раньше (в 1895) вышла замуж за Людвига Хофмана.  
После завершения строительства Верховного суда Петер Дюбвад остался жить в Лейпциге. Работая свободным архитектором, он совершал с Людвигом Хофманом профессионально ориентированные поездки в 1900 и 1902 гг. по Франции, Бельгии, Голландии, в 1909 году посетил Грецию. С 1897 по 1920 гг. Дюбвад был также техническим консультантом по вопросам строительства. Первая мировая война стала причиной завершения его архитектурной активности. С 1902 года Петер Дюбвад жил в своей вилле, построенной им на Фердинанд-Роде-штрассе, д. 32 (нем. Ferdinand-Rhode-Straße), разрушенной во время Второй мировой войны. Скончался Дюбвад в 1921 году и был похоронен на лейпцигском Новом кладбище св. Иоанна (нем. Neuer Johannisfriedhof), территория которого в 1980-е годы была преобразована в парк Мира (Friedenspark).
В честь архитектора одну из улиц Лейпцига в 1932 году назвали именем Петера Дюбвада .

## Архитектура
Как авторы проекта  берлинского Рейхстага — Пауль Валлот и Норман Фостер, так и проектировавшие здание лейпцигского Верховного суда Людвиг Хофман с Петером Дюбвадом ориентировались на архитектурные образцы итальянского высокого Возрождения и французского барокко, что было характерно для стиля историзма на рубеже XIX и XX веков. Эти два архитектурных сооружения часто сопоставляют по их облику и значимости в жизни страны.
|  |  |

Верховный суд в Лейпциге, строительство которого продолжалось восемь лет  (с 1887 до 1895 года), был первым и самым известным зданием, возведённым с участием архитектора Дюбвада.
С 2002 года в этом здании заседает Федеральный административный суд Германии.
|  |  |  |

Большинство архитектурных проектов Дюбвада относятся к строительству вилл, жилых домов, коммерческих зданий как в Лейпциге и городах вокруг него, так и в Берлине. Своим сдержанным модерном с использованием традиционных стилевых элементов эти здания органично вписывались в архитектурную среду. Из восьми вилл, построенных Дюбвадом в музыкальном квартале (нем. Мusikviertel) Лейпцига, до наших дней сохранились только три.

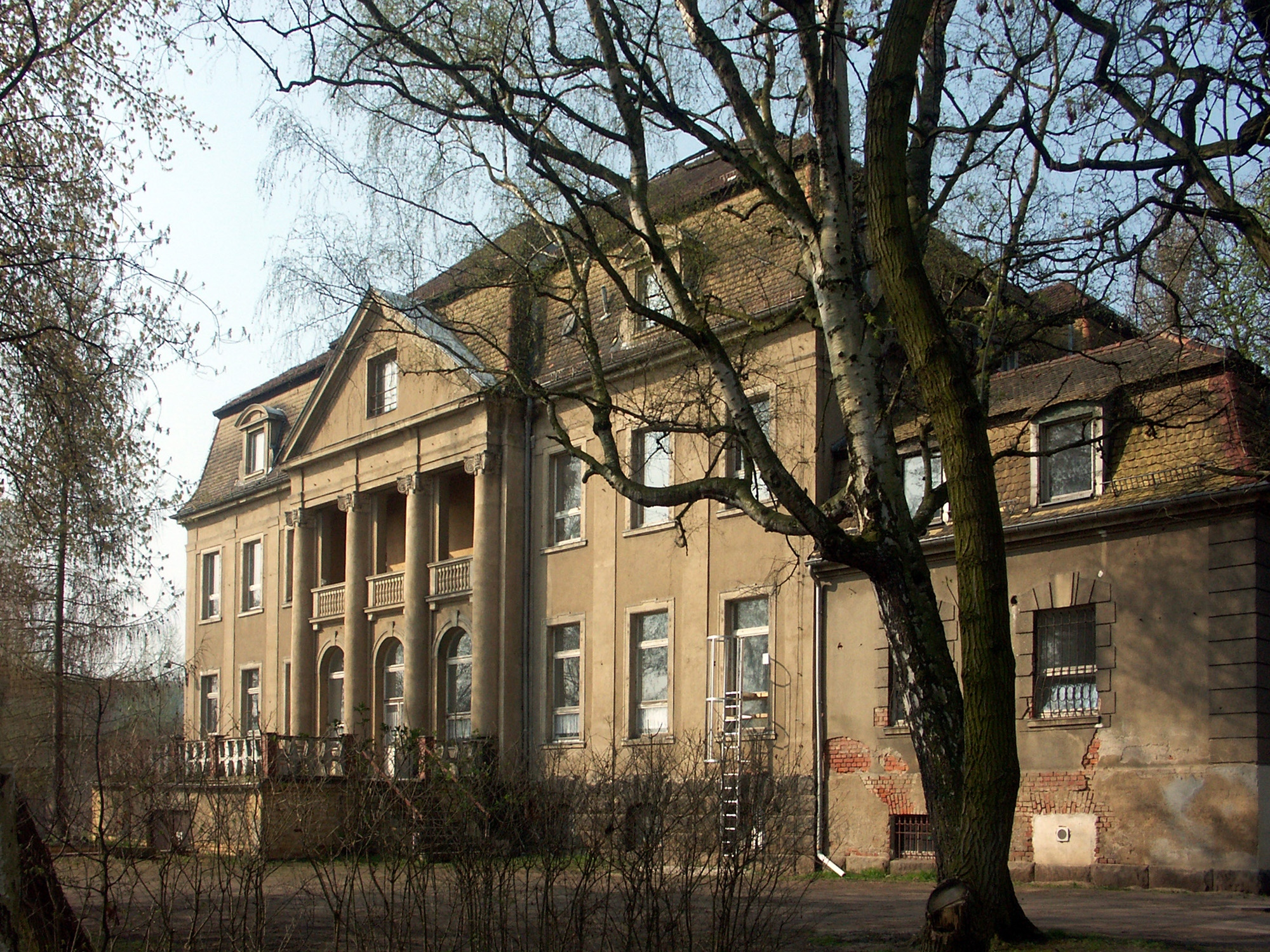
Господский дом в Гашвитце[нем.]
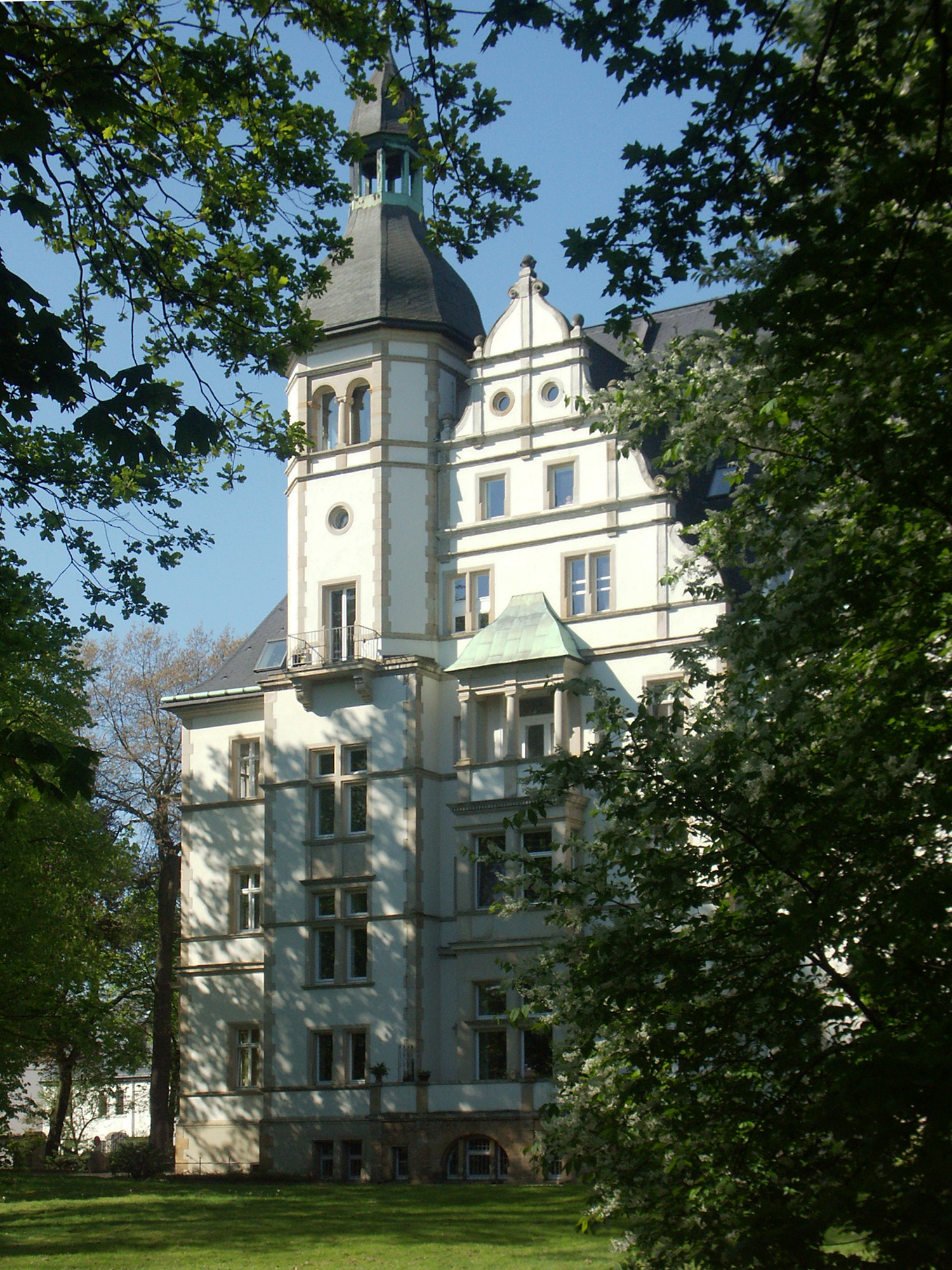
Дворец в  Абтнаундорфе[нем.]
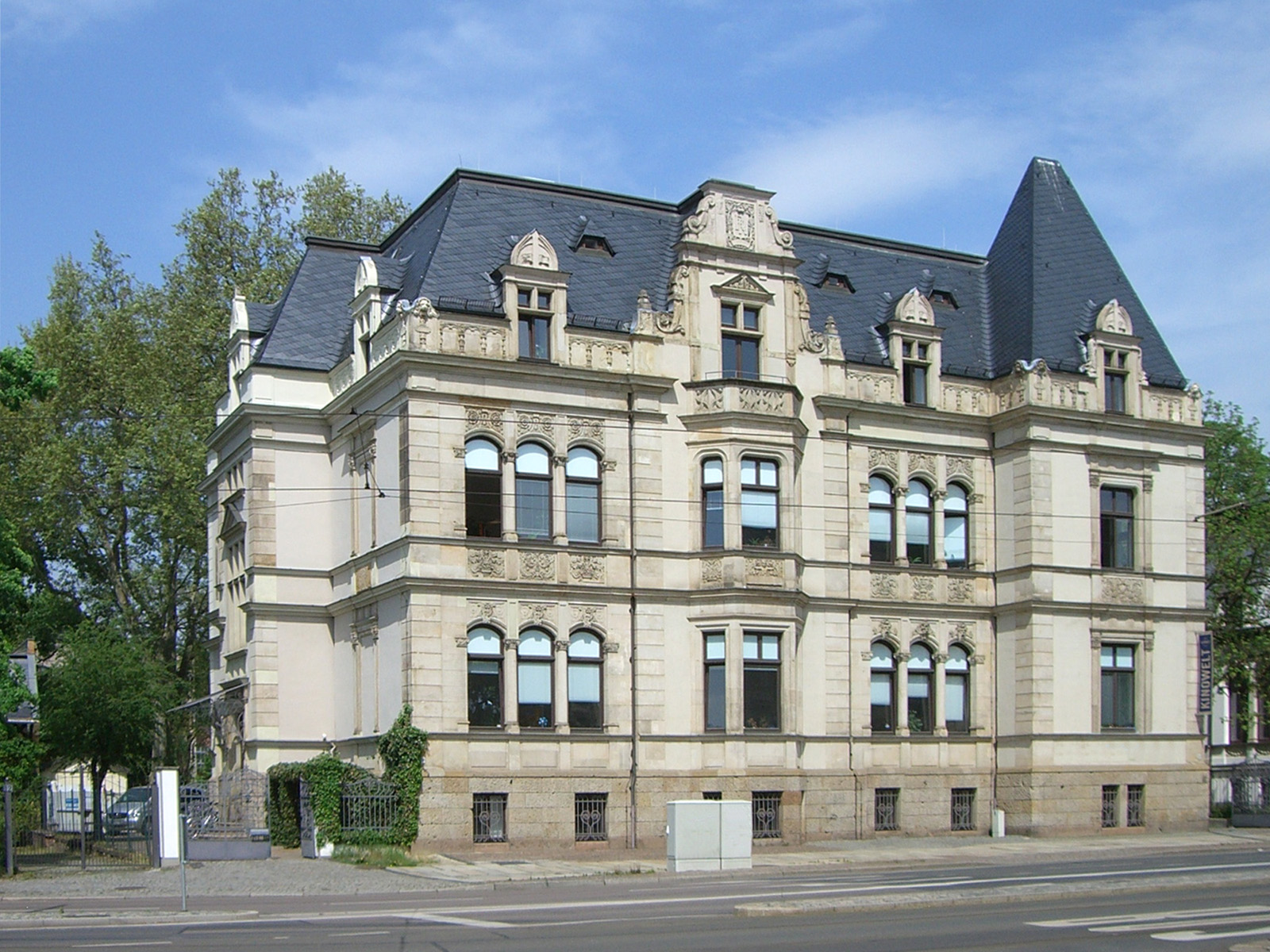
Вилла Ренч-Рёдер[нем.]
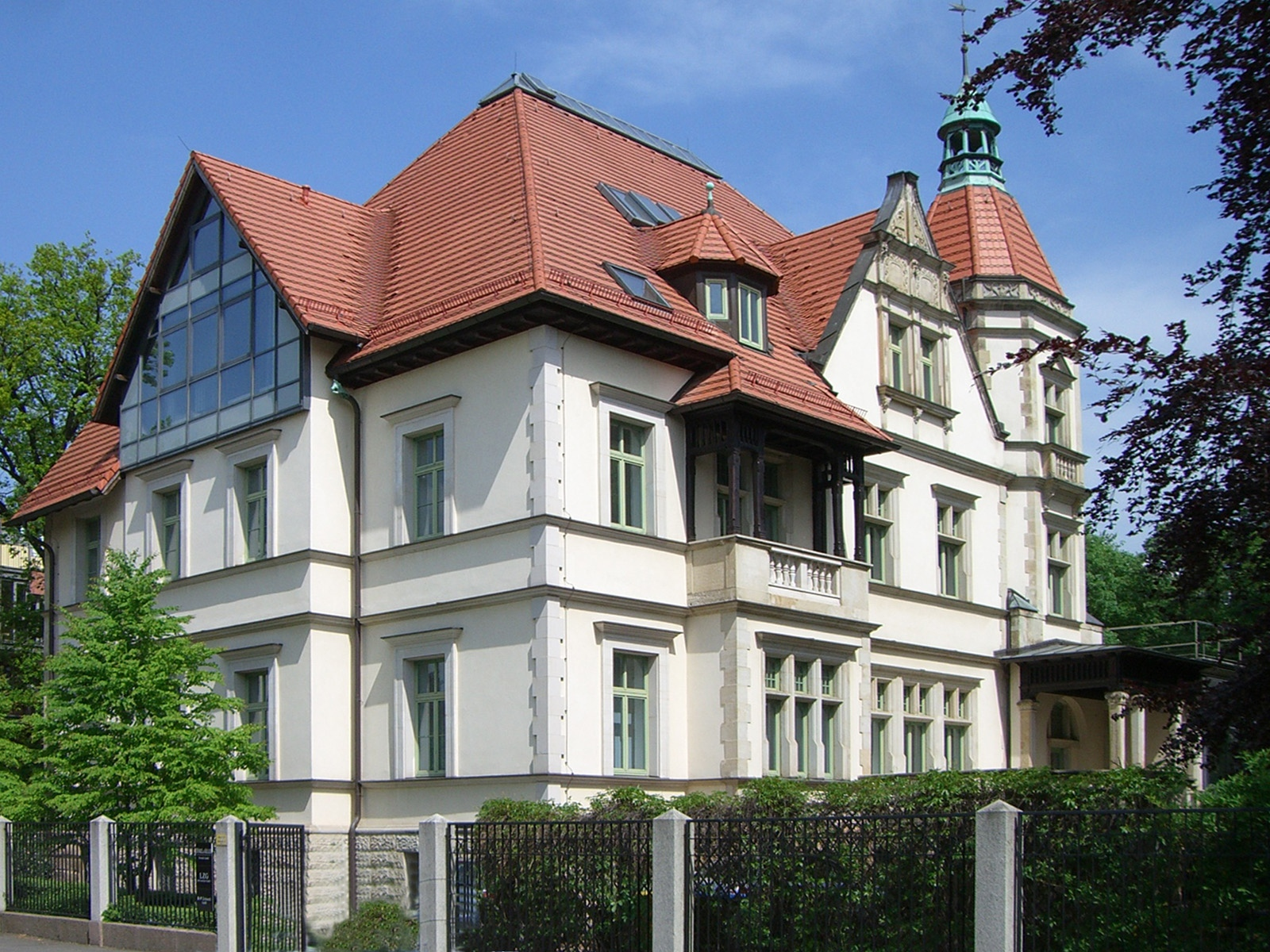
Вилла Йозефа Петерсмана[нем.]

## Осуществлённые проекты[1](выборочно)

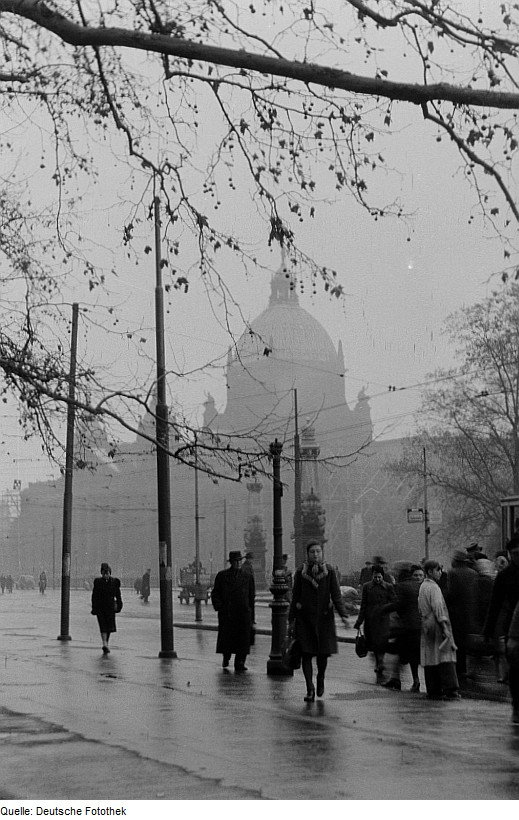
Верховный суд в городской среде Лейпцига, фото 1947

- 1887—1895: Верховный суд в Лейпциге, Симсонплац, д. 1 (нем. Simsonplatz 1)
- 1890: Господский дом в Рашвитце[нем.] (снесён в 1907 году)
- 1892—1893: Дворец с парком в  Абтнаундорфе[нем.] (ныне район Лейпцига)
- 1896—1898: Вилла Ренч-Рёдер[нем.] на Карл-Таухнитц-штр. д. 10 (нем. Karl-Tauchnitz-Str. 10) в музыкальном квартале Лейпцига
- 1897–1898: Вилла с садом на Абтнаундорфер штрассе, д. 60 (нем. Abtnaundorfer Straße 60)
- 1898—1899: Вилла на Роберт-Шуман-штрассе, д. 9 (нем. Robert-Schumann-Straße 9) в Лейпциге (не сохранилась)
- 1898—1900: Вилла Йозефа Петерсмана[нем.] на Швегрихенштрассе, д. 23 (нем. Schwägrichenstraße 23) в музыкальном квартале Лейпцига
- 1899–1901: Вилла на Фердинанд-Роде-штрассе, д. 34 (нем. Ferdinand-Rhode-Straße 34)
- 1901: Вилла Тиме (нем. Thieme) на (нем. Ferdinand-Rhode-Straße 36) (не сохранилась)
- 1902: Вилла Петера Дюбвада на Фердинанд-Роде-штрассе, д. 32 (нем. Ferdinand-Rhode-Straße, 32) в Лейпциге (не сохранилась)
- 1902—1903: Жилой дом на Маргаретенштрассе, д. 13 (нем. Margaretenstraße 13) в Берлине
- 1905: Здание банка «Meyer & Co»[нем.] на Томаскирххоф, д. 20 (нем. Thomaskirchhof 20) в Лейпциге
- 1905: Господский дом в Гашвитце[нем.] (ныне район Лейпцига)
- 1905—1906: Вилла на Принц-Ойген-штрассе, д. 40 (нем. Prinz-Eugen-Straße 40) в Лейпциге
- 1910: Жилой дом на Грассиштрассе д. 20/22 (нем. Grassistraße 20/22) в Лейпциге
- 1911: Офисное здание, в настоящее время церковный дом («Haus der Kirche») на Бургштрассе, д. 1—5 (нем. Burgstraße 1—5) в Лейпциге
- 1913: Семь жилых домов в Лейпциге на улице Ам Боген, д. 2—14 (нем. Am Bogen, 2-14), возведённых к Международной строительной выставке[нем.]
- 1914—1915: Офисное здание на Мартин-Лютер-ринг, д. 13 (нем. Martin-Luther-Ring 13) в Лейпциге (ныне «Липанум» нем. «Lipanum»)
- до 1915: Жилой дом на Эльстерауэ, д. 11 (нем. Elsteraue 11) в Лейпциге